# Västra Bokö
Västra Bokö är en ö i Hällaryds socken, Karlshamns kommun. Ön har en yta på 34 hektar.

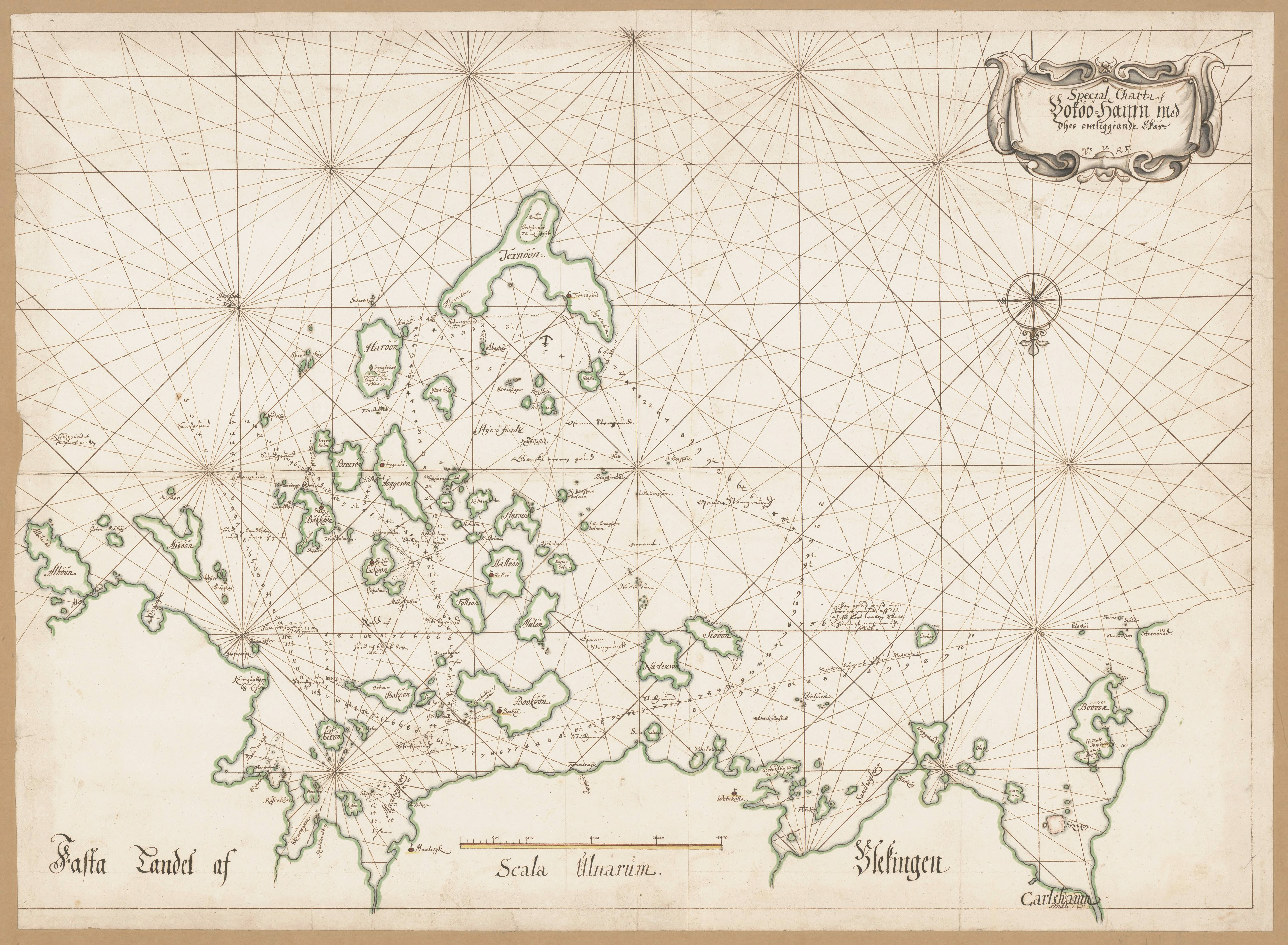
1600-talskarta över Bokö och omkringliggande skärgård

En gård omtalas på Västra Bokö första gången 1568. Här fanns goda förutsättningar för jordbruk men fiske förblev huvudnäringen. Västra Bokö tillhörde ursprungligen kronan men blev 1678 frälsejord sedan den köpts av konteramiralen Carl Königsfelt. Under slutet av 1700-talet fanns en lotsgård på ön. I början av 1800-talet fanns omkring 20 innevånare på ön, vid laga skifte 1907 fanns två ägare som ägde halva ön vardera. 1920 fanns det 72 fastboende på ön, lika många ännu 1940. Sedan dess har antalet bofasta minskat. 2012 fanns 17 fastigheter på ön, av vilka 2 hade fastboende.